# Ordine al Merito delle Poste e Telecomunicazioni (Costa d'Avorio)
L'Ordine al Merito delle Poste e Telecomunicazioni è un Ordine cavalleresco della Costa d'Avorio.

## Storia
L'Ordine è stato fondato il 18 dicembre 1973 per premiare i contributi allo sviluppo dei servizi postali e delle telecomunicazioni.

## Classi
L'Ordine dispone delle seguenti classi di benemerenza:
- Commendatore
- Ufficiale
- Cavaliere

| Nastri    |           |              |
| Cavaliere | Ufficiale | Commendatore |

## Insegne
- Il nastro è viola con bordi arancioni.